# Torczynowice
Torczynowice (ukr. Торчиновичі) – wieś w rejonie samborskim (wcześniej w rejonie starosamborskim) obwodu lwowskiego Ukrainy. Wieś liczy około 1048 mieszkańców. Leży nad rzeką Dniestr. Jest siedzibą silskiej rady, pod którą podlega również Baczyna, Mrozowice i Torhanowice. Pierwsza wzmianka o wsi pochodzi z 1254.
Znajdują tu się przystanki kolejowe Torczynowice oraz Karjer 83 km, położone na linii Sambor – Czop.

## Historia
Wieś znajdowała się w ekonomii samborskiej.
Od 1905 przez wieś przechodzi linia kolejowa łącząca Użhorod z Samborem.
W 1921 liczyła około 1219 mieszkańców. Przed II wojną światową należała do powiatu samborskiego.

## Ważniejsze obiekty
- Cerkiew greckokatolicka